# Nitakeris bicoloricornis
Nitakeris bicoloricornis is een keversoort uit de familie van de boktorren (Cerambycidae). De wetenschappelijke naam van de soort werd voor het eerst geldig gepubliceerd in 1965 door Breuning.